# ماغنوس وارمينغ
ماغنوس وارمينغ (بالدنماركية: Magnus Warming)‏ هو لاعب كرة قدم دنماركي في مركز نصف الجناح، ولد في 8 يونيو 2000 في الدنمارك في مملكة الدنمارك. شارك مع منتخب الدنمارك لكرة القدم.

## وصلات خارجية
- ماغنوس وارمينغ على موقع اتحاد النرويج (النرويجية)
- ماغنوس وارمينغ على موقع قاعدة بيانات كرة القدم.إي يو (الإنجليزية)
- ماغنوس وارمينغ على موقع Soccerway.com (الإنجليزية)